# Fall Klaus Bräunig
Klaus Bräunig (* 1944 in Mainz) ist ein deutscher Staatsbürger, der im Jahr 1972 wegen zweifachen Mordes zu lebenslanger Freiheitsstrafe verurteilt wurde. Er bestreitet die Tat bis heute. Seine Verurteilung beruhte auf mehreren, offenbar unter starkem Vernehmungsdruck abgegebenen Geständnissen. Er wurde jedoch erst im September 2023 auf Bewährung entlassen. Seine Anwältin bemühte sich noch eine lange Zeit vergeblich, ihn frei zu bekommen.
Der brutale Mord erregte bundesweit großes Aufsehen. Eine dreiteilige TV-Dokumentation über den Fall bzw. die Verurteilung des damals noch Inhaftierten wurde im Juni 2022 in der ARD ausgestrahlt, ein vierter Teil folgte ein Jahr später. Auch die Landesschau im SWR Fernsehen berichtete im Februar 2023 und BR Fernsehen in der Abendschau.

## Leben
Klaus Bräunig wurde in Mainz geboren, wo er auch aufwuchs. Nach seinem Schulabschluss war er einige Jahre lang als Hilfsarbeiter in verschiedenen Firmen und auf Baustellen tätig.
Er geriet als Spanner in den Verdacht, in der Nacht vom 12. zum 13. April 1970 in Mainz die 49-jährige Kinderärztin Margot Geimer und deren 17-jährige Tochter Dorothee in ihrem Einfamilienhaus erstochen zu haben.
Am 19. Juli 1972 wurde er nach einem monatelangen Indizienprozess vom Schwurgericht am Landgericht Mainz wegen Doppelmordes zu einer lebenslangen Freiheitsstrafe verurteilt. Doch das Urteil war von Anfang an umstritten. Die Ermittler kamen wochenlang nicht weiter. Doch sie standen unter einem hohen Druck. Der Fall erregte bundesweit Aufsehen.
Das Urteil wurde allein auf der Grundlage der drei – von ihm widerrufenen – Geständnisse gefällt. Nach einer Einschätzung mittels einer Fallanalyse der Polizei, in der Annahme, dass er sich von einem Spanner zum Gewaltverbrecher entwickelt hat. Die Tatwaffe, ein Messer, wurde nie gefunden. Es gab keinerlei Spuren eines gewaltsamen Einbruchs sowie keine Fingerabdrücke von ihm am Tatort. Während seiner Untersuchungshaft wurde er „beinahe pausenlos“ vernommen. „Weil er nicht mehr konnte, [und] weil er wollte, dass die Verhöre endlich aufhören“ legte er ohne Kenntnis seines Rechts auf einen Strafverteidiger ein Geständnis ab, widerrief es jedoch vier Tage später wieder. Bei seiner erneuten Vernehmung erklärte er, er habe nur gestanden, weil er gehofft habe,„einen Arzt zu bekommen“, um „davon geheilt zu werden“.

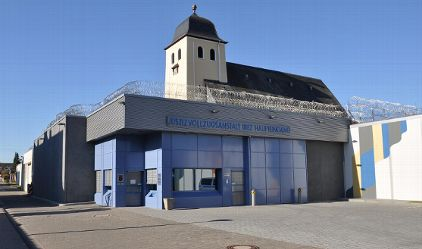
Hauptpforte der Gefängnisanstalt Diez

Die Haft verbüßte er in verschiedenen Justizvollzugsanstalten in Rheinland-Pfalz, zuletzt in der Justizvollzugs- und Sicherungsverwahranstalt Diez. Er beantragte zahlreiche Wiederaufnahmeverfahren, zu denen es jedoch nie kam. Nachdem die auf 25 Jahre festgelegte Mindestverbüßungsdauer abgelaufen war, stellte er mehrere Anträge auf Aussetzung der Strafe zur Bewährung. Sie wurden mehrmals erst vom Landgericht Koblenz, dann vom Bundesgerichtshof und vom Bundesverfassungsgericht abgelehnt.
Er galt als Tatleugner, und damit als nicht resozialisierbar – mit der Begründung, er setze sich nicht mit seiner Tat auseinander. Der renommierte Strafrechtler Thomas Fischer hat dazu in einem Interview im Anschluss an die vierteilige Dokumentation jedoch festgestellt: Diese Argumentation ist in ihrer extremen Verkürzung offenbar „vollkommen falsch“. Jemand, der sich für unschuldig erkläre, könne ja keine Reue zeigen.

### Neues Verfahren und Freilassung
Im Jahr 2018 übernahm eine Expertin für Wiederaufnahmeverfahren das Mandat für Klaus Bräunig. In einer psychiatrischen Begutachtung wurde eine von ihm ausgehende Gefahr verneint. Ende März 2023 erhielt das Landgericht Koblenz vom Bundesverfassungsgericht die Anweisung, die Verwehrung seiner Entlassung erneut zu überprüfen. Bei dieser langen Haftzeit hätten das Alter und der Freiheitsanspruch ein großes Gewicht. Am 9. September 2023 schließlich wurde Klaus Bräunig nach insgesamt 53 Jahren und drei Monaten auf Bewährung entlassen. Er ist damit einer der am längsten inhaftiert gewesenen Strafgefangenen in Deutschland. Seit seiner Entlassung lebt er in Hessen.
Es sind während des Strafverfahrens und während der Haft immer wieder Zweifel an seiner Täterschaft geäußert und vorgebracht worden – von verschiedenen Seiten. Auch die beiden Anstaltsleiter waren von seiner Unschuld überzeugt.
Das Phänomen des falschen Geständnisses ist seit Langem bekannt. Nach Mitteilung der Journalistin Marion Mück-Raab in einem Interview sagen Fachleute: Es kommt häufig vor, dass Menschen Taten gestehen, die sie nicht begangen haben – „einfach um der Situation, der sie nicht gewachsen sind, zu entkommen“. Das könnte bei Klaus Bräunig „durchaus der Fall gewesen sein“.
Der Rechtswissenschaftler Karl Peters, der sich bereits seit Langem mit dem Phänomen des Falschgeständnisses befasst hatte, hat auch den Prozess gegen Bräunig untersucht. Aus seiner Überzeugung, dass hier ein Justizirrtum vorliegt, hat er sich bis zu seinem Tod im Jahre 1998 um ein Wiederaufnahmeverfahren bemüht.
Die Mordvorwürfe belasten Klaus Bräunig. Während des Strafvollzugs hatte er erklärt: „Die sollen auf Hochdeutsch meinen Namen wieder sauber machen, was ich nicht gemacht habe“.
Ihm ist bewusst, dass er „vom Leben nichts mehr erwarten kann“. Aber er will Gerechtigkeit.

## Berichterstattung im TV
- ARD Crime Time – Staffel 7
  - Folge 1: 52 Jahre unschuldig im Knast?, 24. Juni 2022. (ARD Mediathek, YouTube)
  - Folge 2: Das Geständnis, 24. Juni 2022. (ARD Mediathek, YouTube)
  - Folge 3: Der letzte Wunsch, 24. Juni 2022. (ARD Mediathek, YouTube)
  - Folge 4: Lebenslänglich, 26. Juni 2023. (ARD Mediathek, YouTube)